# Čeng Ji
Čeng Ji (poenostavljena kitajščina: 程颐; tradicionalna kitajščina: 程頤; pinjin: Chéng Yí; Wade–Giles: Ch'eng I, 1033–1107), vljudnostno ime Džengšu (pinjin: Zhengshu; kitajščina: 正叔), poznan tudi kot Jičuan Šjanšeng (pinjin: Yichuan Xiansheng; kitajščina: 伊川先生), kitajski neokonfucijanski filozof iz obdobja Dinastije Song, * 1033, Huangpi, Dinastija Song, † 5. oktober 1107.
Sodeloval je s svojim bratom Čeng Haom. Ji je bil del Šestih velikih mojstrov. Pod izraz Šest velikih mojstrov štejemo naslednje kitajske filozofe: Čeng Haja, Šao Jonga, Džang Dzaja, Džov Dunjija in Sima Guanga ter Čeng Jija. Zadnji je postal pomemben del neokonfucianizma. Filozofija Čeng Jija, Čeng Haoja ter Džu Šija se danes imenuje Šola Razuma.

## Izobrazba in kariera
Rodil se je leta 1033 v Luojangu, kjer je tudi živel in poučeval. Leta 1056 je bil sprejet na univerzo, leta 1059 pa je na isti šoli tudi diplomiral. Zavrnil je veliko ponudb, ki bi mu omogočale boljšo službo. Vodil je kampanjo proti reformatorju Vang Anšiju. Leta 1086 je postal pomočnik cesarja, kateremu je poročal o konfucionizmu. Zaradi svojih prepričanj in trme si je skozi leta pridobil mnogo sovražnikov. Leta 1097 so ga ti sovražniki izgnali. Tri leta pozneje so ga sicer oprostili, vendar je bil še vedno na črni listi. Leta 1103 so bila njegova dela prepovedana. Leto pred njegovo smrtjo (1106) je bil pomiloščen. Njegovega pogreba leta 1107 so se udeležile samo 4 osebe, saj ostali niso želeli imeti nikakršnih povezav z njim.

## Filozofija in dela
Poleg neokonfucionizma, je imel zanimivo teorijo na temo vdov. Menil je, da se vdove ne bi smele ponovno poročati, če jim umre mož, saj naj bi po njegovem mnenju vdove po smrti partnerja oslabele. Čeng je to prepričanje zagovarjal z dobrim namenom, saj se je število samomorov vdov, zaradi nezadovoljstva teh z življenjem, v letih njegovega življenja, dramatično povečalo.
Njegovo edino delo v angleščini I Ching, the Tao of Organization je izšlo leta 1995.